# Pepsi Blue
Pepsi Blue – bezalkoholowy napój gazowany o smaku jagodowym produkowany w USA przez PepsiCo. Cechuje się charakterystycznym błękitnym kolorem.

## Historia
Napój po raz pierwszy pojawił się w połowie 2002 roku w Kanadzie i Stanach Zjednoczonych i miał stanowić konkurencję dla Vanilla Coke produkowanej przez Coca-Colę. Dwa lata później zniknął jednak z tamtejszych rynków, chociaż wciąż jest dostępny w innych krajach. Smak Pepsi Blue został określony przez producenta jako jagodowy, a jego wybór poprzedziły dziewięciomiesięczne testy ponad stu smaków. Wielu konsumentów określa jednak jego smak jako jagodowy lub malinowy, a sam napój za bardziej słodki i lepki od zwykłej coli. W celu uzyskania błękitnego koloru wykorzystano błękit brylantowy FCF (E133). Pepsi swój sztandarowy produkt postanowiło wprowadzić na rynek w „ubarwionej” wersji, po sukcesie jaki w 2001 roku odniósł Mountain Dew Code Red, podnosząc wyniki sprzedaży PepsiCo. o 6 procent.

## Kampania reklamowa
Chociaż PepsiCo. przeprowadziło wielką kampanię reklamową napoju, włączając w nią piosenkarkę Britney Spears, zespoły Sev i Papa Roach, jak również filmy Włoska robota i Garfield , to poniosła ona komercyjną klapę i sprzedaż pozostała na niskim poziomie. W wielu centrach handlowych w USA napój w ramach promocji był rozdawany za darmo.
W Manili na Filipinach, Pepsi Blue była sprzedawana przez pewien czas w 2002 roku, by uczcić zdobycie mistrzostwa przez Ateneo Blue Eagles w Uniwersyteckim Stowarzyszeniu Lekkoatletycznym. W 2011 r. Pepsi wydała w Manili podobny produkt do Pepsi Blue zwany Pepsi Pinas. Z kolei w Indiach Pepsi Blue była sprzedawana podczas Mistrzostw Świata w Krykiecie jako gest poparcia dla indyjskiego zespołu, który nosi niebieskie stroje.

## Skład
- woda gazowana
- błękit brylantowy FCF
- syrop glukozowo-fruktozowy
- kwas cytrynowy
- kwas fosforowy
- kwas askorbinowy
- czerwień Allura AC
- benzoesan potasu
- guma arabska
- EDTA
- kofeina
- cukier